# Довер (Арканзас)
Довер (англ. Dover) — місто (англ. city) в США, в окрузі Поуп штату Арканзас. Населення — 1337 осіб (2020).

## Географія
Довер розташований за координатами 35°23′29″ пн. ш. 93°6′51″ зх. д. / 35.39139° пн. ш. 93.11417° зх. д. (35.391271, -93.114293).  За даними Бюро перепису населення США в 2010 році місто мало площу 7,33 км², уся площа — суходіл.

## Демографія
Згідно з переписом 2010 року, у місті мешкало 1378 осіб у 589 домогосподарствах у складі 361 родини. Густота населення становила 188 осіб/км².  Було 660 помешкань (90/км²). 
Расовий склад населення:
| - 94,6 % — білих - 1,9 % — корінних американців - 0,4 % — чорних або афроамериканців - 0,1 % — азіатів - 1,0 % — осіб інших рас |

До двох чи більше рас належало 2,0 %. Іспаномовні складали 3,6 % від усіх жителів.
За віковим діапазоном населення розподілялося таким чином: 24,9 % — особи молодші 18 років, 59,7 % — особи у віці 18—64 років, 15,4 % — особи у віці 65 років та старші. Медіана віку мешканця становила 36,6 року. На 100 осіб жіночої статі у місті припадало 86,2 чоловіків;  на 100 жінок у віці від 18 років та старших — 83,8 чоловіків також старших 18 років.
Середній дохід на одне домашнє господарство  становив 42 290 доларів США (медіана — 33 917), а середній дохід на одну сім'ю — 52 013 долари (медіана — 45 625). Медіана доходів становила 31 435 доларів для чоловіків та 24 891 долар для жінок. За межею бідності перебувало 23,6 % осіб, у тому числі 37,0 % дітей у віці до 18 років та 6,3 % осіб у віці 65 років та старших.
Цивільне працевлаштоване населення становило 629 осіб. Основні галузі зайнятості: освіта, охорона здоров'я та соціальна допомога — 21,3 %, роздрібна торгівля — 14,6 %, виробництво — 13,4 %.